# Gottschea cheesemanii
Gottschea cheesemanii là một loài rêu tản trong họ Schistochilaceae. Loài này được (Stephani) Grolle & Zijlstra miêu tả khoa học lần đầu tiên năm 1984.